# Bactrocera fulvifemur
Bactrocera fulvifemur är en tvåvingeart som beskrevs av Drew och Albany Hancock 1994. Bactrocera fulvifemur ingår i släktet Bactrocera och familjen borrflugor. Inga underarter finns listade.